# Diasemia lepidoneuralis
Diasemia lepidoneuralis là một loài bướm đêm trong họ Crambidae.